# ऄ
Cette page contient des caractères spéciaux ou non latins. S’ils s’affichent mal (▯, ?, etc.), consultez la page d’aide Unicode.
ऄ, appelé a bref, est une voyelle de l’alphasyllabaire devanagari, utilisée pour transcrire une voyelle courte [ĕ], dans l’écriture de l’awadhi et dans certaines traductions hindi et transliterations de littérature kannada, télougou, tamoul, malayalam ou kashmiri publiées par Bhuvan Vani Trust à Lucknow. Elle est composée graphiquement, comme ऒ, ओ ou औ, de अ et d’un signe diacritique.

## Représentations informatiques
| formes       | représentations | chaînes de caractères | points de code | descriptions             |
| ------------ | --------------- | --------------------- | -------------- | ------------------------ |
| indépendante | ऄ               | ऄ                     | U+0904         | lettre devanagari a bref |